# Olivier Pichat
Olivier Pichat, né le 6 mai 1823 à Paris où il est mort le 30 septembre 1912, est un peintre français.

## Biographie
Mathieu Olivier Pichat est le fils de Michel Pichat, homme de lettres et Scholastique Maillard.
Aux beaux-arts, il est élève de François Édouard Picot et expose au Salon à partir de 1846. Il excelle en peintre de chevaux et s'adonne au journalisme
Marié une première fois à Emma Griffith, il épouse en 1885, en secondes noces Emma Lancry de Pronleroy.
Il meurt à son domicile de la rue La Bruyère à l'âge de 89 ans.

## Distinction
- Chevalier de la Légion d'honneur[6] en 1871 (par le ministère de la guerre, pour son action en 1870), déchu (commétant des actes portant atteinte à son honneur) en 1875.